# Charles François Dorlodot des Essarts
Pour les articles homonymes, voir Dorlodot et Des Essarts.
Charles François Dorlodot des Essarts, né le 4 août 1786 au Neufour, et mort le 6 mai 1854 à Eaubonne, est un général français.

## Biographie
Il est le fils de Charles François Dorlodot des Essarts, écuyer, et d'Elisabeth de Bigault d'Aubreville. Volontaire en septembre 1803 dans les troupes du génie, resta à l'École régimentaire du génie de Metz jusqu'en mars 1805. Envoyé à cette époque, comme caporal, à une compagnie de mineurs du camp de Zeist (Hollande), d'où il partit pour l'Allemagne, assista à la prise d'Ulm et se distingua en diverses circonstances, notamment à Breslau, Glogau, etc.
Adjudant du génie en 1808, il vint en Espagne, assista comme officier au siège de Saragosse, après lequel il fut nommé lieutenant de sapeurs.
En 1809, il accompagna le général Guillaume Dode de la Brunerie en qualité d'aide de camp et assista au blocus de Cadix. Chargé d'une mission particulière par le maréchal Soult, pour le prince major-général, il partit de Séville en septembre 1811, traversa toute l'Espagne à cheval, soutint plusieurs combats avec son escorte contre les Guérillas, et arriva à Paris après 21 jours de marche.
En 1812, il assista à la prise de Vilnius et au combat de Polotsk, à la suite duquel il fut chargé par Gouvion-Saint-Cyr de porter à l'Empereur la nouvelle de cette victoire. Il trouva Napoléon Ier à Moscou, fut décoré de sa main, et retourna annoncer à Gouvion-Saint-Cyr sa nomination au grade de maréchal.
Pendant la retraite, il prit part à la confection des ponts de la Bérésina, qu'il traversa un des derniers, et fut nommé capitaine.
En 1813, il combattit à Lützen, à Bautzen, à Leipzig, à Hanau, où il eut un cheval tué sous lui. Il alla ensuite rejoindre en Italie le général Dode.
En 1814, Des Essarts fut employé au comité de la guerre. Il assista à la prise du Trocadéro, en 1823, comme chef de bataillon. Il reçut la croix de Saint-Louis et celle de Charles III d'Espagne.
Lieutenant-colonel au 1er régiment du génie en 1830 et officier de la Légion d'Honneur en 1834, il fut nommé colonel du 2e régiment en 1838 et général de brigade le 22 avril 1846.
Il est le père du général Théodore Dorlodot des Essarts et de l'amiral Frédéric Jean Dorlodot des Essarts, commandeurs de la Légion d'honneur.

## Source
- « Charles François Dorlodot des Essarts », dans Charles Mullié, Biographie des célébrités militaires des armées de terre et de mer de 1789 à 1850, 1852 [détail de l’édition]